# Grotta di Sa Oche
Sa 'Ohe è una grotta di tipo carsico sita nella Valle di Lanaitho, a Oliena (Nuoro). Il termine Sa 'Ohe significa "la voce"; questo nome non è casuale, infatti per via della tanta acqua dovuta ai forti temporali in montagna (di solito devono durare tre giorni perché si manifesti il fenomeno), sfocia dalla medesima sotto forma di fiume.
La grotta è ricca di sale e cunicoli, oltre ad ospitare svariati laghetti naturali. È attraversata da
un fiume, ed è collegata alla sovrastante grotta Su Bentu tramite un sifone naturale.